# Andrew H. Burke
Andrew Horace Burke, född 15 maj 1850 i New York, död 17 november 1918 i Roswell, New Mexico, var en amerikansk republikansk politiker. Han var guvernör i delstaten North Dakota 1891-1893.
Burke växte upp i Indiana och studerade vid Asbury College (numera DePauw University). Han gifte sig med Caroline Cleveland och paret fick två barn. Han flyttade 1880 till Dakotaterritoriet.
Burke efterträdde 1891 John Miller som guvernör i North Dakota. Han efterträddes två år senare av Eli C.D. Shortridge.
Burke gravsattes på South Park Cemetery i Roswell.